# Оборона Риги (1941)
Оборо́на Ри́ги началась 29 июня 1941 года с момента приближения частей вермахта к городу со стороны левобережья Даугавы, однако ей предшествовал ряд предупредительных мероприятий советского командования.

## Силы сторон
По оценке Юлии Кантор, Ригу кроме рабочей гвардии защищал только 5-й полк НКВД. Руководивший обороной Риги Головко в 1941 году сообщал командованию несколько иные данные. По словам Головко, Ригу защищала 22-я дивизия НКВД, в которую он включил следующие подразделения:
- 83-й железнодорожный полк;
- 5-й мотострелковый полк;
- 55-й конвойный батальон НКВД;
- Организованный им «Красногвардейский полк из рижских рабочих батальонов», который был плохо вооружён и понёс большие потери при обороне Риги.

## Ситуация на первом подготовительном этапе обороны
В первую очередь был принят ряд решений по мобилизации подразделений — в этих целях командованием Северо-Западного фронта было решено ввести в состав Военного совета фронта первого секретаря ЦК КПЛ Яниса Калнберзиня. Партия также отобрала специально приготовленных людей — комиссаров, в задачи которых входило укрепление ответственных участков обороны города (мосты через Даугаву — Железнодорожный, Понтонный, Земгальский; места расположения средств связи). В то же время город испытывал острый недостаток в регулярных вооружённых формированиях Красной армии. В городе к началу немецкого вторжения располагался полк НКВД, а также командный состав и комендантская рота штаба округа.

## Создание трёх рабочих батальонов городской обороны
Было понятно, что обороняющие город силы нуждаются в весомом подкреплении. 25 июня в город на приём к Калнберзиньшу были вызваны 18 бывших бойцов и представителей командного состава Интернациональных бригад, которые принимали участие в Гражданской войне в Испании. Участники этой встречи вспоминали о том, что им было поручено содействовать формированию рабочих батальонов и поддерживать в них боевой дух. В итоге для организации батальонов в качестве политруков или полковых комиссаров получили направление участники Интернациональных бригад Г. Брозиньш, Жан Карлович Фолманис, Альберт Спалан, Макс Гуревич, Л. Липкин, М. Марковников, А. Розенберг, Криш Годкалн и другие. Специально отобранные комиссары с широкими полномочиями приступили к укомплектовке рот рабочих батальонов, которые были расставлены по стратегически важнейшим объектам оборонительной системы (в первую очередь имелись в виду все вышеназванные мосты). Всего было укомплектовано три рабочих охранных батальона, в каждом из которых насчитывались по три роты. Были назначены комбаты: Первым рабочим батальоном командовали А. Нарбатович и начальник штаба Г. Брозиньш. Второй батальон возглавили Годкалн и Розенберг, а командование Третьим рабочим батальоном приняли Ф. Вейсенфельд и Я. Беникис. Роты, сформированные из рабочих рижских промышленных предприятий, участвовали в рытье окопов, в сооружении оборонительных укреплений и защитных укрытий из булыжников — материала, который имелся в наличии в городе в изобилии.

## Дислокация частей защитников
Основная группа рабочих дислоцировалась во второй половине дня 27 июня у Понтонного моста (располагался на месте современного Каменного (Октябрьского) моста, во главе с командиром Первого батальона рабочей организации самообороны А. Нарбатовичем. Вместе с ней расположился отряд пограничников, отошедших из Бауски, командовал которым депутат Верховного Совета Латвийской ССР О. Крастиньш. В подверженной особому риску зоне, которая включала в себя территорию Железнодорожного моста и Центрального рынка, расположились бойцы Второго батальона под руководством Криша Годкална. Третий батальон рабочих получил распоряжение выехать из Риги и взять под усиленный контроль мосты, переправы и базовые узловые пункты на шоссейных и железных дорогах в районах Икшкиле, Крустпилса и на территории, примыкающей к Кегумской ГЭС. В этих отдалённых от линии обороны районах бойцы Третьего рабочего батальона вынуждены были находиться до 30 июня, не получая необходимых распоряжений по причине отсутствия связи с командованием.

## Формирование роты комсомольцев
Ещё 25 июня начало формироваться охранное подразделение, получившее условное название «особой комсомольской роты», в состав которой входили учащиеся подготовительных курсов Латвийского государственного университета — в основном дети выходцев из рабочего и крестьянского населения, приезжавшие из провинции для поступления в высшее государственное учебное заведение. В состав рабочего защитного формирования входили активисты-комсомольцы из Пролетарского, Кировского и Московского района Риги, а командование ротой принял заместитель председателя республиканского комитета по делам физкультуры и спорта Арвид Рендниек, который впоследствии станет одним из руководителей антинацистского сопротивления в оккупированной Латвии, займёт пост секретаря Рижского городского нелегального комитета комсомола, но будет схвачен немцами при пересечении линии фронта и расстрелян в Бикерниекском лесу в Риге.

## Борьба с диверсионными группами
Практически каждый день защитники города вынуждены были оказывать активное сопротивление разного рода провокаторам, готовым выступить на стороне агрессора, и диверсантам, которые направлялись в город немецким военным командованием для осуществления подрывных актов. В частности, патрули рабочих-гвардейцев ликвидировали группы диверсантов-парашютистов, которые были выброшены в районах Шмерли, Кенгарагс («Сарканайс квадратс») и Межапаркс, а также были приняты меры по обезвреживанию нескольких антисоветских группировок, которые развернули активную провокационную деятельность внутри города.
Два дня до начала штурма Риги немецкими войсками, 27 и 28 июня, в Риге наблюдалось постоянное движение через мосты — в город приходили военные соединения Красной Армии, вынужденные отступать из Курземе, а город покидало гражданское население, спасавшееся от угрозы артиллерийских обстрелов. Сама обстановка в столице была напряжённой ещё до начала блокады города с левобережья. Во второй половине дня 27 июня местные пронемецкие вооружённые группы в целях содействия взятию города гитлеровцами заблокировали несколько зданий, находившихся в непосредственной близости от мостов, и подвергли обстрелу позиции защитников города. Один из самых известных инцидентов произошёл на территории павильонов рижского Центрального рынка, которые заняли подразделения айзсаргов. Подразделения рабочих-гвардейцев открыли сильный огонь по позициям айзсаргов, в результате которого большинство забаррикадировавшихся погибло, а малая их часть была взята в плен. События вокруг Центрального рынка не являлись каким-то исключением — известно, что в других участках города имели место ожесточённые перестрелки, в которых активное участие принимали бывшие перконкрустовцы, из укреплённых позиций обстреливавших колонны прибывавших в город военнослужащих.

## Позиции защитников к вечеру 28 июня
Вечером 28 июня к городу подошли разрозненные части и соединения 10-го стрелкового корпуса, которые были ослаблены в предыдущих боях. По приказу командира корпуса 62-й стрелковый полк 10-й стрелковой дивизии занял участок обороны правее Железнодорожного моста. В организации укреплений на этом участке им помогали отдельные части 125-й стрелковой дивизии. Ещё правее от них располагались подразделения 5-го полка оперативных войск НКВД совместно с бойцами рабочих батальонов. В непосредственной близости от Железнодорожного моста были установлены орудия зенитной батареи и батареи корпусной полевой артиллерии. На путях железнодорожного вокзала стоял бронепоезд. Вокруг центрального железнодорожного узла расположились бойцы Второго рабочего батальона.

## Военные действия вермахта на подступах к Риге
Активное наступление на Ригу вела 18-я немецкая армия под командованием Георга фон Кюхлера, оно велось двумя армейскими корпусами в направлении Риги и Яунелгавы. В юго-западном направлении приближались подвижные подразделения 26-го армейского корпуса, которые во второй половине дня 29 июня захватили Елгаву. Основные силы 1-го армейского корпуса направились в сторону Яунелгавы, которая представляла собой стратегически важный форпост на подходах к столице. Авангард (два пехотных полка) отклонились от заданного курса и двинулись в северном направлении. На рассвете 29 июня они внезапно захватили Бауску и организовали прорыв к Риге в западном направлении, расположившись линией на территории Задвинья, на левобережье Западной Двины. 30 июня в район Задвинья подошли подразделения 26-го армейского корпуса, которых уже дожидались осаждавшие. Между тем части Красной Армии потерпели неудачу в попытках остановить продвижение вражеского 41-го моторизированного корпуса по направлении к Екабпилсу. Ещё за день до начала блокады Риги, 29 июня в этом районе части противника захватили два важных плацдарма уже на правом берегу Даугавы. 1-я танковая дивизия 41-го моторизованного корпуса заняла удобную стратегическую позицию в окрестностях Крустпилса, а 6-я танковая дивизия дислоцировалась у Ливан. В условиях успешного продвижения моторизованных соединений вермахта в двух местах линия обороны советских войск оказалась прорванной — и в полосе 27-й, и 8-й армий. В то же время при грамотно спланированном отступлении за Даугаву, основные силы Красной Армии удалось сохранить, притом что верховное командование вермахта строило планы по окружению и уничтожению этих частей.

## Первые сражения на территории Задвинья
Отряды отходивших военных сил и отступавшие морские формирования вели бои на территории левобережья Даугавы, часто они принимали упорный и затяжной характер, дело доходило до штыковых схваток, а немцы отмечали в своих дневниковых записях и официальных донесениях стойкость и мужество защитников: «В районе кладбища на левом берегу Даугавы большевики стреляли из-за каждой могилы, из-за каждого креста. Даже раненые бросали гранаты в немецких солдат». По направлению к Риге организованно отступали боевые отряды курсантов Рижского пехотного училища, которым уже довелось поучаствовать в боях под Айзпуте. 29 июня рота курсантов Пехотного училища натолкнулась на армейские подразделения вермахта в Задвинье и завязали с ними упорный бой. Командовал курсантами лейтенант Павлов. Рабочие и морские части, отступавшие из Вентспилса и Лиепаи, присоединились к сражавшимся курсантам. Курсантам удалось нейтрализовать огонь нескольких пулемётов врага и прорваться на правобережье Даугавы. В ходе этих ожесточённых боёв отличились секретарь парторганизации роты Янис Кацен, а также двое курсантов, В. Кириллов и А. Стебулиньш, которые в будущем стали офицерами латышских стрелковых дивизий.

## Успех на начальном этапе: подрыв мостов и танков противника
Отвлечённые активным сопротивлением сконцентрировавшихся частей защитников Риги, подразделения вермахта не смогли двинуться на помощь пришедшим раньше частям, перед которыми была поставлена задача в короткие сроки взять город и не выпустить из рук инициативу. Во время продолжительных боёв рабочие батальоны осуществили взрыв Понтонного и Земгальского мостов. Для того, чтобы подорвать Железнодорожный мост, требовалось большое количество взрывчатки, которым защитники не обладали, поэтому пришлось оставить переправу неповреждённой, но уделить больше внимания её укреплению. Именно по железнодорожному мосту на правый берег Даугавы прорвалось ударное авангардное подразделение вражеской армии, которое было ориентировано на оперативный захват основных стратегических точек города — в основном, участков связи. Однако попытка моментального захвата стратегического плацдарма рухнула, хотя и на правый берег прорвались три вражеских танка. Первый из прорвавшихся танков был подбит артиллерийской установкой с бронепоезда, который маневрировал на участке между ж/д вокзалом и набережной. Судьба второго танка оказалась не менее плачевной — он на большой скорости помчался по улице 13 января, где после непродолжительного боя он был выведен из строя артиллерийским огнём защитников. Третий танк, который после форсирования моста задержался в районе набережной, начал двигаться вдоль неё с целью подавить огонь артиллерии защитников, которая препятствовала продвижению пехоты вермахта через неразрушенную железнодорожную переправу.

## Разрушение башни церкви Святого Петра
Вооружённые силы противника постоянно подвергали позиции рабоче-комсомольских отрядов обороны города воздушным бомбардировкам и прицельному огню артиллерийских орудий. В ходе так называемого первого артобстрела Риги погибла башня известной рижской церкви Святого Петра. Позже, уже после оккупации Риги в первые дни июля геббельсковский центр пропаганды развернул массированную антисемитскую кампанию, увязав разрушение башни церкви с большевистским отступлением, в ходе которого части Красной армии якобы не остановились перед уничтожением такого бесценного немецкого памятника культуры и архитектуры, коим является церковь Святого Петра. В то же время в воспоминаниях лейтенанта вермахта Гердта фон Хомейера, принимавшего непосредственное участие в артобстреле, можно встретить признание, что по его распоряжению был нанесён бомбовый удар по позиции советского корректировщика, который наводил огонь артиллерии защитников на место дислокации немецких подразделений, которые расположились у береговой кромки Западной Двины. На обзорной площадке башни Петровской церкви размещался штаб Противовоздушной обороны, которому регулярно поставлялись канистры с продовольствием. Эти ёмкости послужили поводом для обвинения в адрес большевиков. Якобы они намеревались поджечь церковь при сдаче позиций. В качестве «симметричного ответа» на вандализм советских частей была осуществлена печально известная карательная акция 4 июля 1941 года. Мемуары фон Хомейера были во фрагментарном виде опубликованы в газете «Берлинский обозреватель» в 1970 году, и их можно считать неоспоримым доказательством вины немцев, которая сама по себе может быть оправдана сравнительно объективным фактором военной стратегии, однако ни в коей мере не представляется возможным оправдать пропагандистский террор нацистов после взятия Риги.

## Гибель архитектурного ансамбля Ратушной площади и окружения
В пожаре 29 июня 1941 года погибли также памятники архитектуры — Дом Черноголовых, городская Ратуша, дом, некогда построенный главным городским мастером-строителем Хаберландом для городского головы Холландера, позже выкупленный русской купеческой фамилией Камариных, наружная часть старинного винного погреба, магазин, в котором реализовывались кузнецовские фарфоровые изделия, торговый дом общепризнанного довоенного короля косметики фон Якша, здание русского торгово-экономического сообщества Ресурс (располагалось на месте Музея оккупации Латвии) и ряд других значимых в архитектурном и историческом плане зданий и сооружений.

## Выход подразделений обороны из окружения и взятие города
Из-за пожара всю территорию набережной города затянуло густой дымовой завесой, что затрудняло сражение, которое тем не менее было выиграно защитниками латвийской столицы. Таким образом, первая попытка немцев сходу захватить город не увенчалась успехом. В течение некоторого времени после провалившегося штурма велись вялые перестрелки через Даугаву. На протяжении всего дня 30 июня вермахт активно готовился к переправе через реку несколько южнее Риги, в районе острова Доле, приблизительно в 5 километрах от города. Ввиду опасности окружения в случае (почти стопроцентной) удачи в прорыве противника через Доле, последовало распоряжение отрядам рабочих-гвардейцев покинуть блокированный с левобережья город.
В ночь на 30 июня начался организованный отход защитников в направлении к Валке. В этом пограничном с Эстонской ССР городе разместилось эвакуированное правительство и ЦК КПЛ. В атмосфере хаотичных боестолкновений, произошедших днём, с наступлением ночи на 1 июля город оставили также части 8-й армии. С учётом сложившейся ситуации командование вермахта «благословило» 26-й армейский корпус на форсирование водной преграды — Даугавы — оно состоялось вечером 30 июня в районе Катлакалнса (южный пригород Риги). После того, как вооружённые силы противника убедились в отходе советских частей из города, остальные подразделения оккупационной армии влились в город. В то же время были спасены жизни многих защитников города, которым посчастливилось избежать окружения и которые впоследствии приняли участие в оборонительных боях Красной Армии в начальный период Великой Отечественной войны.